# Presto (Bolivia)
Presto es una localidad y municipio de Bolivia, ubicado en la provincia de Zudáñez del departamento de Chuquisaca al sur del país. Cuenta con una superficie de 1314 km² y una población total de 12 385 habitantes (INE 2012). La localidad se encuentra a 98 km de la ciudad de Sucre, capital constitucional del país.

## Historia
La población de Presto fue fundada el 23 de julio de 1570 con el nombre de Santiago de la Frontera, ubicándose en la época colonial, dentro de lo que era la provincia de Santiago de la Frontera de Tomina.
Presto fue creado como municipio de la provincia de Zudáñez según Decreto Supremo el 21 de diciembre de 1926.

## Geografía
El municipio de Presto se encuentra en la faja subandina formada por serranías bajas con una gran variabilidad topográfica, presentando altitudes que van de los 1000 hasta los 2500 m s. n. m. con valles, cabeceras de valle y pequeños bosques entre montañas. Su topografía es escarpada y presenta alta susceptibilidad a la erosión hídrica.
Al norte limita con el departamento de Cochabamba, al oeste con la provincia de Oropeza, al este con el municipio de Villa Mojocoya y al sur con el municipio de Villa Zudáñez.
Cuenta con varios ríos que recorren el municipio como el Pasopaya, Presto, Tranca Mayu, Tomoroco, Rodeo y Zudañez, siendo el principal de su cuenca orográfica el río Grande.
En el municipio se encuentra también el Área natural de manejo integrado El Palmar, creado en 1997, que cuenta con tres ecorregiones de climas templados a secos.

## Demografía
De acuerdo con el censo boliviano de 2024, la población del municipio de Presto es de 12 023 habitantes.
La población del municipio aumentó aproximadamente a la mitad entre 1992 y 2024:
| Año  | Habitantes (municipio) | Fuente |
| ---- | ---------------------- | ------ |
| 1992 | 7.874                  | Censo  |
| 2001 | 8.892                  | Censo  |
| 2012 | 11.856                 | Censo  |
| 2024 | 12.023                 | Censo  |

## Economía
Presto tiene grandes superficies cultivadas y una potencialidad ganadera notable, principalmente aquella de la cría del ganado bovino criollo que se adapta a las condiciones agroecológicas predominantes en la zona.
Los habitantes se dedican al cultivo de papa en los lugares donde hay más humedad, en tanto que el maíz y el trigo son mayormente cultivados en las pampas y laderas medianas, el trigo y cebada en las alturas, arveja y habas en los contornos de las parcelas.
En cuanto a turismo, en el municipio de Presto se encuentra la casa de Juana Azurduy de Padilla, mujer patriota de la Guerra de la Independencia del Alto Perú.

## Costumbres
Como danzas típicas de Presto están: el Toroy Toroy, el Chuntunqui, el Sataqui, una diversidad de Huayños, el Zapateo del Carnaval y las coplas en el idioma quechua. Los instrumentos más usados de la zona son el charango y la zampoña.
Entre los platos típicos son: El Firi, elaborado de harina de maíz y trigo y servido con queso de cabra, el Picante de Pollo criollo y el asado de chancho.